# Invasion Orion
Invasion Orion is een videospel voor diverse platforms. Het spel werd uitgebracht in 1979. Het speelveld wordt met bovenaanzicht getoond.

## Platforms
| Jaar | Platform                            |
| ---- | ----------------------------------- |
| 1979 | Apple II, Commodore PET/CBM, TRS-80 |
| 1981 | Atari 8-bit                         |